# Comberton
Comberton är en ort och civil parish i Storbritannien.   Den ligger i distriktet South Cambridgeshire i grevskapet Cambridgeshire i riksdelen England, i den sydöstra delen av landet, 80 km norr om huvudstaden London. Comberton ligger 33 meter över havet och antalet invånare är 2 238.
Terrängen runt Comberton är platt, och sluttar österut. Runt Comberton är det ganska tätbefolkat, med 149 invånare per kvadratkilometer. Närmaste större samhälle är Cambridge, 6,8 km öster om Comberton. Trakten runt Comberton består till största delen av jordbruksmark.